# Caterina de’ Medici

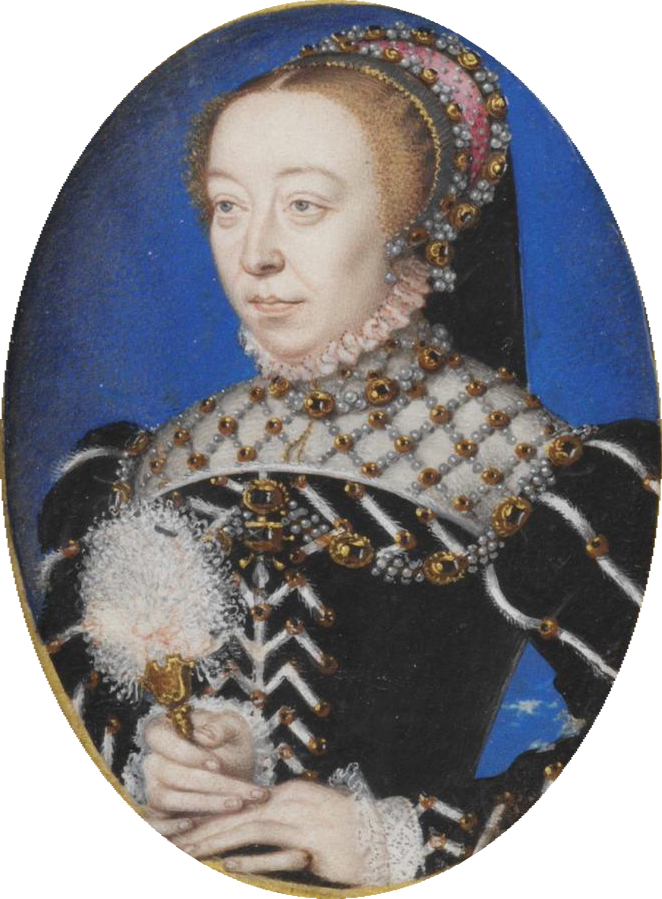
Caterina dé Medici, François Clouet zugeschriebene Miniatur, um 1555 (Victoria & Albert Museum, London)

Caterina Maria Romula de’ Medici (französisch Catherine de Médicis, deutsch Katharina von Medici, * 13. April 1519 in Florenz; † 5. Januar 1589 in Blois) war Prinzessin von Urbino sowie aus eigenem Recht souveräne Gräfin der Auvergne und entstammte der einflussreichen florentinischen Familie der Medici. Durch Heirat mit Heinrich II. war sie ab 1547 Königin von Frankreich, nach dem Tod ihres Mannes Regentin für ihre minderjährigen Söhne. Im Zusammenhang mit der Hochzeit ihrer Tochter Margarete von Valois mit dem Bourbonen Heinrich von Navarra (später Heinrich IV. von Frankreich) ist die Bartholomäusnacht zu sehen, der Auftakt zur erneuten Hugenottenverfolgung in Frankreich.

## Familie
Caterina de’ Medici, in der deutschen Fachliteratur in der Regel als Katharina von Medici bezeichnet, entstammte der Familie der Medici, die Florenz von 1434 bis 1737 bis auf zwei Unterbrechungen in den Jahren 1494–1512 und 1527–1530 beherrschte. Sie wurde als Tochter von Lorenzo di Piero de’ Medici (1492–1519) und der Bourbonin Madeleine de la Tour d’Auvergne (1495–1519) am 13. April 1519 in Florenz geboren. Die Ehe zwischen der französischen Hochadeligen und dem Abkömmling einer italienischen Familie, die von vielen in Frankreich lediglich als reiche Kaufmannsfamilie angesehen wurde, aber nicht zum europäischen Hochadel zählte, war auf Betreiben des französischen Königs Franz I. und des der Medici-Familie angehörenden Papstes Leo X., eines Onkels von Lorenzo di Piero, zustande gekommen. Franz I. beanspruchte mehrere italienische Fürstentümer, darunter das Herzogtum Mailand, benötigte aber einen starken Verbündeten, um diese Ansprüche durchsetzen zu können. Die Ehe sollte die Allianz mit dem Papst festigen.

## Kindheit

### Die Verwandte des Papstes

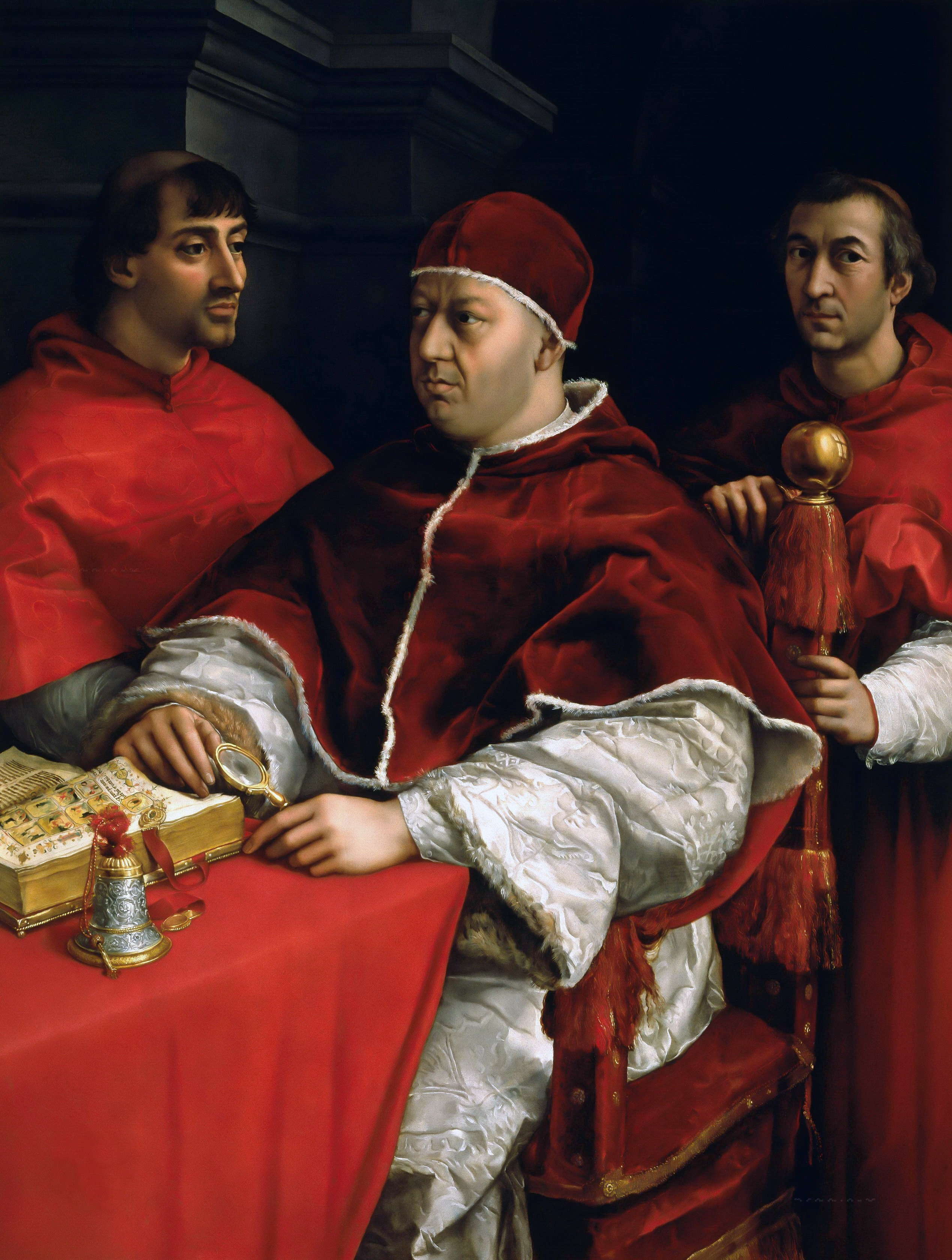
Porträt des Papstes Leo X., alias Giovanni de’ Medici, mit den Kardinälen Giulio de’ Medici, dem späteren Clemens VII., und Luigi de’ Rossi, Gemälde von Raffael, entstanden 1518–1519 (heute in den Uffizien, Florenz)

Caterina wurde als einzige Tochter von Herzog Lorenzo von Urbino aus der Familie der Medici und seiner Frau Madeleine de la Tour d’Auvergne am 13. April 1519 im Palast der Medici in Florenz geboren. Caterinas Mutter starb am 28. April 1519 an den Folgen der schweren Entbindung. Caterinas Vater, der wahrscheinlich an Syphilis und Tuberkulose litt, erlag am 4. Mai 1519 einer schweren Erkrankung. Nach seinem Tod übernahm Caterinas Großonkel, Papst Leo X., die Vormundschaft über sie.
Franz I. von Frankreich wünschte, dass die Waise – dank ihrer Mutter eine sehr wohlhabende Erbin und mit dem französischen Adel qua Herkunft verbunden – am französischen Königshof aufwachsen sollte. Leo X. folgte diesem Wunsch jedoch nicht, sondern ließ sie als Kleinkind von Florenz nach Rom bringen, ernannte sie zur Herzogin von Urbino und plante, sie später mit dem Sohn seines gleichfalls früh verstorbenen Bruders Giuliano de’ Medici, Ippolito de’ Medici, zu verheiraten. Leo X. starb jedoch am 1. Dezember 1521. Danach wurde überraschend der Niederländer Adriaan Floriszoon als Hadrian VI. zum neuen Papst gewählt. Kardinal Giulio de’ Medici, ein Cousin des verstorbenen Medici-Papstes, der bis zu diesem Zeitpunkt großen Einfluss an der römischen Kurie hatte und sich Chancen auf die Papstnachfolge ausgerechnet hatte, zog sich daraufhin nach Florenz zurück. Caterina de’ Medici wurde in seinem Gefolge in ihre Geburtsstadt zurückgebracht.
Papst Hadrian VI. starb nach nur zweijähriger Amtszeit, und am 19. November 1523, knapp zwei Monate nach Hadrians Tod, wurde Giulio de’ Medici zum Papst gewählt. Als Papst Clemens VII. regierte er bis 1534. Caterina war damit nicht nur aufgrund des Erbes ihrer Mutter eines der reichsten jungen Mädchen Europas, sondern aufgrund ihrer Verwandtschaft mit dem Papst, der ein Sohn des Bruders ihres Urgroßvaters war, auch eine interessante Heiratskandidatin für die Nachkommen europäischer Fürstenhöfe. Clemens VII. ließ sie in einem der Medici-Paläste in Florenz unter Obhut ihrer Tante Clarice Strozzi aufziehen.

### Geisel der Stadt Florenz
1526 ging Clemens VII. ein Bündnis mit Frankreich, Venedig, Florenz und England ein, um den Einfluss von Karl V., des zukünftigen Kaisers des Heiligen Römischen Reiches, in Italien zu begrenzen. In den folgenden militärischen Auseinandersetzungen unterlagen die Truppen des Bündnisses. Am 6. Mai 1527 fielen kaiserliche Truppen in Rom ein, plünderten die Stadt (Sacco di Roma) und belagerten die Engelsburg, die dem Papst als Zuflucht diente.
Die Niederlage, die Clemens VII. in Rom erlitt, führte zu Unruhen in Florenz und zu einem republikanischen Zwischenspiel in der Stadt, die bislang unter Einfluss der Familie Medici gestanden hatte. Die achtjährige Caterina de’ Medici, nun eine wertvolle Geisel der Republik Florenz, wurde zuerst im Konvent Santa Lucia und anschließend im Konvent Santa Caterina da Siena gefangen gehalten. Auf Intervention des französischen Botschafters, der ihre Lebensumstände im Konvent Santa Caterina da Siena als unwürdig empfand, wurde Caterina am 7. Dezember 1527 in den vornehmen Konvent Santa Maria Annunziata delle Murate gebracht. In diesem Kloster, das ein Rückzugsort für verwitwete wohlhabende adlige Damen war, wurden auch junge Mädchen aus adeligen Häusern erzogen. Der Konvent war in der Vergangenheit von der Medici-Familie finanziell unterstützt worden, die Äbtissin war Caterinas Taufpatin. Das Mädchen wurde freundlich aufgenommen und bekam eine große komfortabel eingerichtete Klosterzelle zugewiesen. Sie lebte dort drei Jahre. Ihre Biografin Leonie Frieda führt ihre guten Umgangsformen, ihr sicheres und einnehmendes Auftreten und ihre Vertrautheit mit den Riten und Traditionen der katholischen Kirche auf diese Jahre zurück. Welche formelle Erziehung Caterina de’ Medici genoss, ist unbekannt. Gesichert ist nur, dass sie Griechisch, Latein und Französisch lernte und sich für Mathematik interessierte.
Am 29. Juni 1529 unterzeichneten Clemens VII. und Karl V. einen Friedensvertrag. Clemens versprach Karl V. die Krönung zum Kaiser. Karl V. wollte Clemens im Gegenzug unterstützen, die Medici in Florenz wieder als Herrscher einzusetzen. Clemens’ illegitimer Sohn Alessandro de’ Medici sollte außerdem mit Karls illegitimer Tochter Margarethe von Parma verheiratet werden. Bereits im Oktober 1529 begann die Belagerung der Stadt Florenz durch kaiserliche Truppen. Während Pest und Hungersnot in der belagerten Stadt Opfer forderten, wurde innerhalb der florentinischen Regierung diskutiert, was mit der nun elfjährigen Caterina geschehen solle. Zu den ernsthaft diskutierten Vorschlägen gehörte es, sie nackt in einem Korb von den Stadtmauern herabzulassen, damit sie im Kanonenfeuer der kaiserlichen Truppen umkomme. Erwogen wurde auch, sie als Prostituierte in einem der Bordelle arbeiten zu lassen, um damit alle weiteren Heiratspläne zunichtezumachen, die Clemens VII. für sie hegen könnte. Entschieden wurde jedoch lediglich, sie wieder im Konvent Santa Lucia unterzubringen, wo man sie sicher verwahrt glaubte. Als eine kleine republikanische Truppe am 20. Juli 1530 kam, um Caterina aus dem Konvent Maria Annunziata delle Murate abzuholen, war das junge Mädchen überzeugt, dass man sie zu ihrer Exekution führen wollte. In Vorbereitung darauf hatte sie sich die Haare geschoren und ein Nonnengewand angelegt. Auf einem Esel reitend wurde sie unter Schmährufen und Drohungen der hungernden florentinischen Bevölkerung durch die engen Straßen ins Konvent Santa Lucia überführt.

### Päpstliche Heiratskandidatin

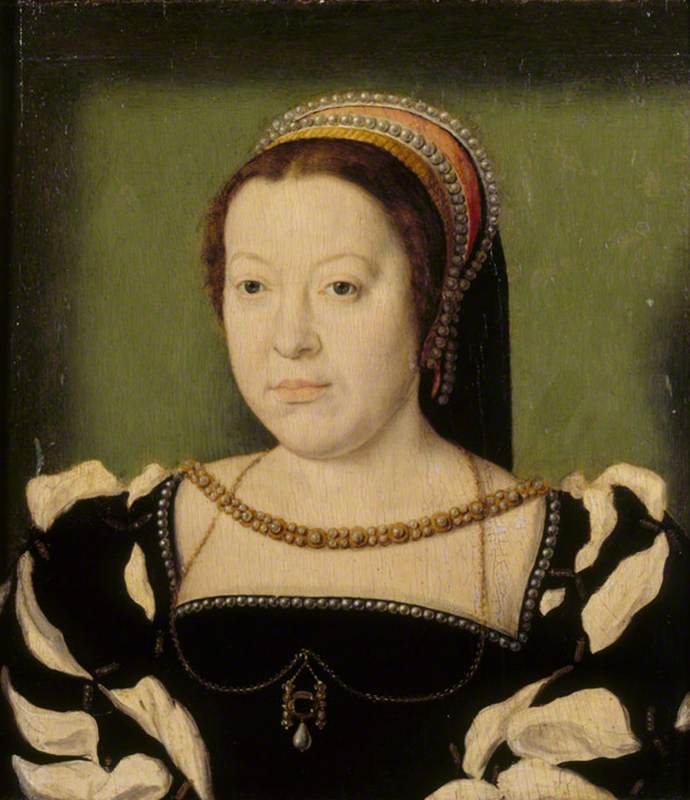
Katherina von Medici, Porträt von Corneille de Lyon, um 1536 (Polesden Lacey, Surrey, England)

Am 12. August 1530 endete die Belagerung von Florenz; Clemens VII. nahm die Stadt wieder in Besitz. Caterina de’ Medici kehrte an den päpstlichen Hof in Rom zurück, wo sie bei ihrer Großtante Lucrezia Salviati, einer Schwester Leos X., lebte. Nach Florenz kehrte sie erst anlässlich der Inthronisation von Clemens’ VII. unehelichem Sohn Alessandro als Herzog von Florenz im Jahr 1532 zurück. Dabei nahm sie das erste Mal in ihrem Leben repräsentative Pflichten wahr.

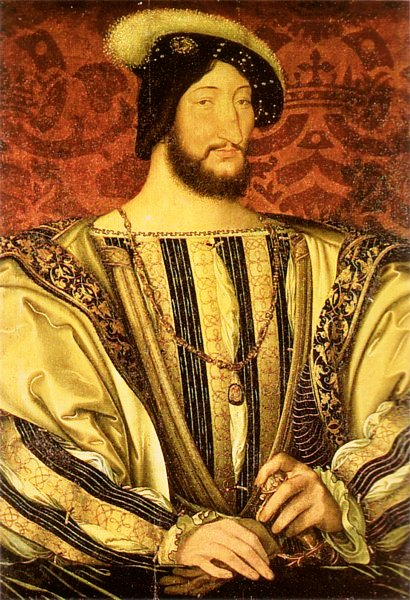
Franz I. von Frankreich, Jean Clouet zugeschriebenes Porträt, um 1535 (Louvre, Paris)

Unterdessen schmiedete Clemens VII. in Rom Heiratspläne für sie. Ippolito de’ Medici, den Papst Leo X. einst als ihren Ehemann vorgesehen hatte, war von Clemens VII. zum Kardinal ernannt worden und befand sich seit 1532 als päpstlicher Legat in Ungarn. Um Caterinas Hand hatten sich bereits mehrere italienische Fürsten beworben; als Heiratskandidat war auch der uneheliche Sohn von Heinrich VIII., der Herzog von Richmond, diskutiert worden. Auch der schottische König Jakob  V. wurde erwogen. Kaiser Karl V. wünschte eine Heirat zwischen Caterina und Francesco II. Sforza, dem Herzog von Mailand. Für Clemens VII. hätte das nach der Heirat ihrer beiden unehelichen Kinder eine sehr enge Bindung an den Kaiser bedeutet. Gelegener war ihm daher der bereits 1531 unterbreitete Vorschlag des französischen Königs Franz I., seinen zweitgeborenen Sohn, Heinrich, den Herzog von Orléans, mit Caterina zu verheiraten.
Franz I. wünschte, dass seine präsumtive Schwiegertochter die Zeit bis zur Hochzeit am französischen Hofe verbrachte. Clemens VII. ließ das nicht zu, denn er fürchtete den Zorn des Kaisers, der mit Franz um die Vorherrschaft in Italien stritt und für den die Hochzeit einer Medici mit Heinrich von Orléans eine Niederlage bedeutete. Um Karl V. zu täuschen, setzte der Papst sogar seine Verhandlungen mit dem Herzog von Mailand über eine Hochzeit mit Caterina de’ Medici fort. Karl V. erreichten zwar Gerüchte, dass eine Heirat mit dem französischen Königshaus bevorstehe, doch hielt er sie angesichts der niederen Abstammung Caterinas für unvorstellbar.

## Hochzeit mit Heinrich von Orléans

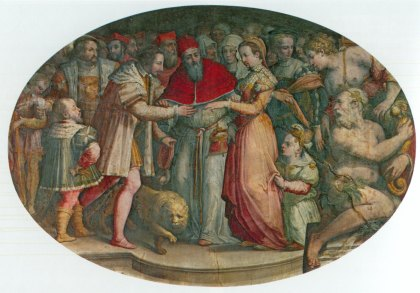
Die Trauung Caterina de’ Medicis mit Heinrich von Orléans, dem späteren König Heinrich II., vollzogen am 28. Oktober 1533 durch Caterinas Großonkel, Papst Clemens VII.

Die Hochzeit Heinrichs von Orléans mit Caterina de’ Medici fand im Oktober 1533 in Marseille statt. Caterina war 14 Jahre alt, ihr Bräutigam 14 Tage älter als sie. Clemens VII. ließ seine junge Verwandte überreich ausstatten: Er beauftragte Isabella d’Este, die berühmt für ihren Geschmack war, die Kleider auszuwählen, die Caterina an den französischen Königshof mitnehmen sollte. Umfangreich war auch der Schmuck, den er seiner Verwandten mitgab. Gerühmt wurde besonders ein großes Paar Ohrringe aus ungewöhnlich großen, birnenförmigen Perlen. Caterina schenkte sie später ihrer Schwiegertochter Maria Stuart. Diese nahm sie nach ihrer Verwitwung mit nach Schottland, und nach ihrer Hinrichtung trug Elisabeth I. sie.
Eine Flotte von mehr als vierzig Schiffen brachte Caterina nach Marseille. Begleitet wurde sie nicht nur von Papst Clemens VII. und 13 Kardinälen, sondern auch von einer großen Schar von Bischöfen und Mitgliedern des päpstlichen Hofes. In Marseille hatte man einen Holzpalast errichtet, um Caterina und ihre Begleiter zu empfangen. Der französische König, Franz I., der Bräutigam, Heinrich von Orléans, und das französische Gefolge wohnten im Palast des Comte de Provence an der Place Neuve. Eine große Kammer war zwischen dem Palast des Comte und dem Holzpalast für die italienische Hochzeitsgesellschaft errichtet worden, um von Außenseitern unbeobachtete Treffen zwischen dem Papst und dem französischen König zu ermöglichen.
Am 12. Oktober 1533, einem Sonntag, zog zuerst Clemens VII. feierlich in die Stadt ein. Am 13. Oktober 1533 folgte der Einzug von König Franz I. und seinem zweitgeborenen Sohn, begleitet von 200 Soldaten, 300 Bogenschützen und der in Samt gekleideten Schweizer Leibwache des Königs. Zehn Tage lang verhandelten sie über letzte Details des Heiratsvertrages, der Franz I. territoriale Ansprüche in Italien zusicherte. Von diesen Verhandlungen ist eine handschriftliche Notiz erhalten, wonach päpstliche und französische Truppen Mailand zurückerobern wollten und Heinrich von Orléans dort zukünftig herrschen sollte. Parma und Piacenza sollten unter französische Herrschaft gestellt und Urbino zurückerobert werden.
Am 23. Oktober 1533, nachdem die Verhandlungen zwischen dem Papst und dem französischen König abgeschlossen waren, hielt die Braut Einzug in Marseille. Am 27. Oktober 1533 wurde der Heiratsvertrag unterzeichnet, am 28. Oktober 1533 die kirchliche Trauung vollzogen. Nach einem Maskenball wurden die beiden Vierzehnjährigen in die Hochzeitskammer geführt. Clemens segnete das Paar am nächsten Morgen und zeigte sich erfreut darüber, dass er die beiden noch im Bett vorfand.

## Ehejahre

### Die italienische Mesalliance

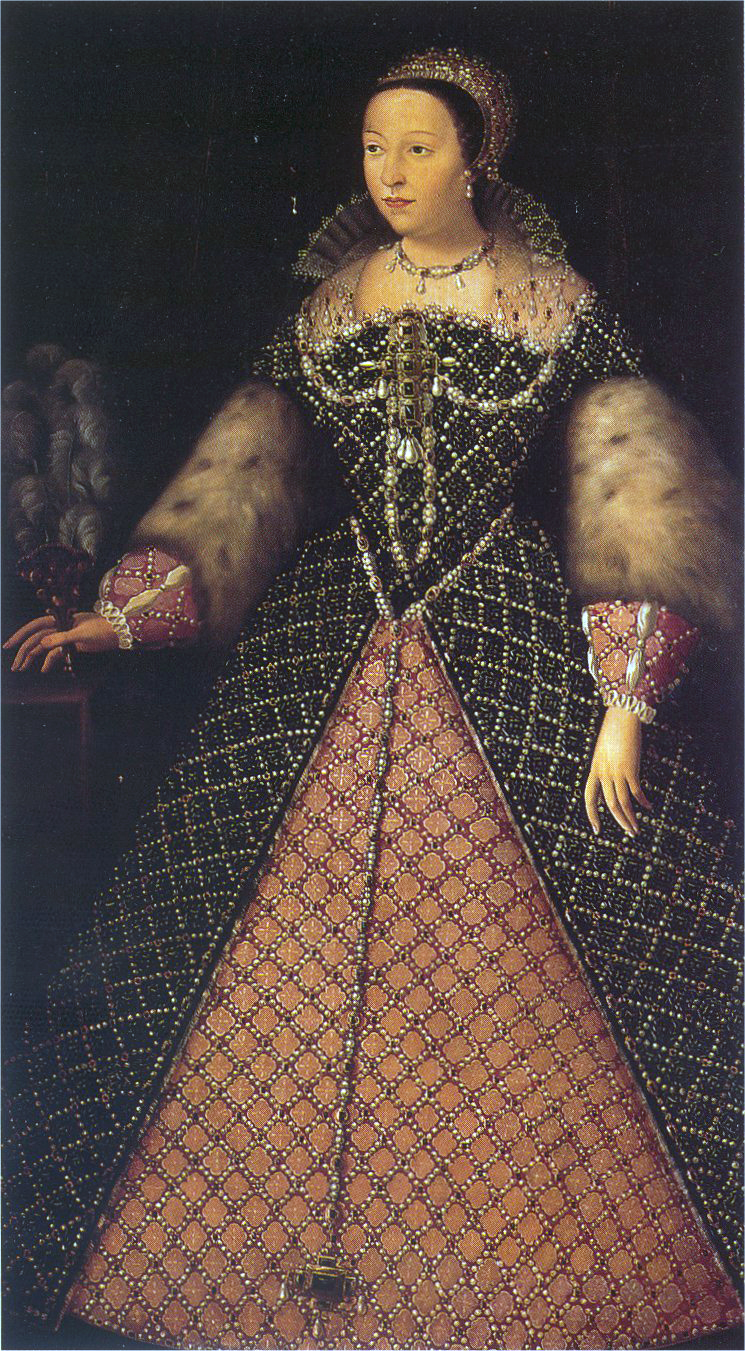
Caterina de’ Medici als Königin, Kopie eines in den Uffizien in Florenz befindlichen Originals von etwa 1548 (Schloss Chaumont, Orléanais)

Am 25. September 1534 starb Clemens VII. Die territorialen Versprechungen, die er gegenüber Franz I. eingegangen war, waren noch unerfüllt und Caterinas Mitgift nur teilweise gezahlt worden. Paul III., der Clemens VII. auf dem Papstthron nachfolgte, weigerte sich, die territorialen Versprechungen seines Vorgängers zu erfüllen; ebenso weigerte er sich, die noch ausstehende Mitgift zu zahlen. Die Verheiratung des zweitgeborenen Sohnes mit Caterina de’ Medici hatte mit dem Tod Clemens’ VII. für den französischen Hof ihren politischen Wert verloren. Angesichts ihrer mangelnden Verbindung zu anderen europäischen Fürstenhäusern erhoben sich in Frankreich Stimmen, die die Heirat als Mesalliance und politischen Fehlgriff bezeichneten.
Caterina de’ Medici wäre am französischen Königshof weitgehend isoliert gewesen, hätte sie sich nicht aus eigenem Antrieb einen Platz im Umkreis ihres Schwiegervaters erobert. Sie galt zwar mit ihren etwas vorstehenden Augen und ihrer zur Fülle neigenden Gestalt nicht als hübsch, war aber gesellschaftlich gewandt, eine geübte und beherzte Reiterin, eine gewitzte und einnehmende Gesprächspartnerin und bereit, die mitunter derben Scherze, die der französische König schätzte, mitzutragen. Mit dem Damensattel, den sie in Frankreich populär machte, war sie in der Lage, bei Treibjagden zu Pferd mitzuhalten, und erwarb sich auch damit die Wertschätzung ihres königlichen Schwiegervaters. Politisch war sie klug genug, der offiziellen Mätresse des Königs, Anne de Pisseleu, der Herzogin von Étampes, mit größtem Respekt zu begegnen und eine freundliche Beziehung zu ihr zu pflegen. In ähnlicher Weise wusste sie sich bei Margarete von Navarra, der Schwester des Königs, beliebt zu machen. Ihren Mann dagegen konnte sie nicht erobern. Seine Verbindung mit Diana von Poitiers wurde immer enger, während er auf die enge Beziehung seiner Gattin zur königlichen Mätresse, die mit seiner Geliebten Diana um Einfluss am französischen Königshof rang, mit Missfallen reagierte.
Am Morgen des 10. August 1536 starb der französische Thronfolger unerwartet nach kurzer heftiger Krankheit. Heinrich, Caterinas Ehemann, war nun der neue Anwärter auf die französische Krone. Caterinas Situation verschlechterte sich dadurch, da sie seit drei Jahren verheiratet war, ohne dass sich das geringste Anzeichen einer Schwangerschaft eingestellt hatte. Nachdem Heinrich 1538 auch noch Vater einer unehelichen Tochter geworden war, vermuteten alle am französischen Königshof bei ihr die Ursache dafür, dass bislang Kinder ausgeblieben waren. Zunehmend wurden Überlegungen laut, die Ehe wegen Kinderlosigkeit zu scheiden.

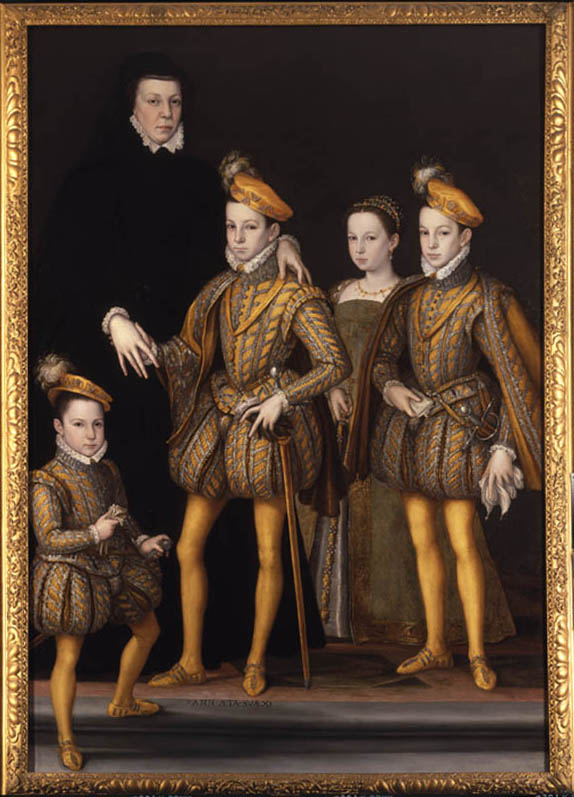
Caterina de’ Medici mit ihren vier jüngsten Kindern, Hercule-Franz, Karl IX., Marguerite und Heinrich III. (von links nach rechts), um 1561

Ausgerechnet Diane de Poitiers, die Mätresse Heinrichs, gehörte zu den Parteigängern am französischen Königshof, die sich für ein Fortbestehen der Ehe einsetzten. Eine neue, jüngere Braut hätte möglicherweise ihre Position geschwächt. Sie überzeugte Heinrich, der zu seinem Vater ein distanziertes Verhältnis hatte, von der Fortsetzung der Verbindung mit Caterina mit dem Hinweis, dass es vor allem die Parteigänger seines Vaters waren, die sich für eine Scheidung einsetzten. Die letzte Entscheidung über eine Scheidung lag jedoch bei Franz I.:

„Katharina setzte alles aufs Spiel in einer unvergleichlichen Schau weiblicher Unterwerfung gegenüber dem Mann, der sich selber als den größten Gentleman Frankreichs bezeichnete. Während sie sich schluchzend zu seinen Füßen hinwarf, erklärte Katharina, sie werde selbstverständlich zur Seite treten für eine neue Braut Heinrichs, die ihm Kinder gebären könne. Sie selber bäte nur darum, in Frankreich bleiben zu dürfen und der glücklichen Frau dienen zu dürfen, gleich welche Position ihr der König zuwiese.“

Die öffentliche Demütigung, der Caterina sich vor den Augen des französischen Königshofes unterwarf, rührte den französischen König dermaßen, dass er sich mit dem Hinweis, es sei Gottes Wille, dass sie seine Schwiegertochter und die Ehefrau Heinrichs sei, für eine Fortsetzung der Ehe aussprach. Die Erklärung des Königs stärkte Caterinas Position bei Hofe. Margarete von Navarra, die Schwester des Königs, erinnerte ihren Neffen mehrmals in Briefen an die Qualitäten seiner Ehefrau. Diane de Poitiers sandte Caterina Medikamente, die ihre Empfängnisbereitschaft erhöhen sollten, und sorgte dafür, dass Heinrich regelmäßig mit seiner Gattin verkehrte. Caterina de’ Medici unterzog sich außerdem vielerlei medizinischen Prozeduren, die ihrer Fruchtbarkeit förderlich sein sollten. 1543 wurden bei ihr erstmals Anzeichen einer Schwangerschaft manifest, und am 19. Januar 1544 gebar sie in Anwesenheit des französischen Königs ihren ersten Sohn, der nach ihrem Schwiegervater Franz genannt wurde. In den nächsten zwölf Jahren bekam sie noch neun Kinder, von denen sechs das Kindesalter überlebten.

### Königin von Frankreich
Mit der Geburt den Sohnes veränderte sich Caterinas Position, erstmals hatte sie als Mutter des potentiellen Thronfolgers eine zentrale Rolle bei Hofe inne. Bestehen blieb dennoch die enge Bindung Heinrichs an Diane de Poitiers, die nicht nur ebenso wie König Franz I. bei der Geburt von Caterinas erstem Sohn zugegen war, sondern sich auch in die Erziehung ihrer Kinder einmischte. Allerdings eskalierten zunehmend die Auseinandersetzungen zwischen der Mätresse des Königs, Anne de Pisseleu, und Diane de Poitiers, bei denen sich die Mätresse des Königs durchsetzte und Heinrichs Geliebte für mehr als ein Jahr vom französischen Königshof verbannt wurde.
Am 31. März 1547 starb König Franz I., und Heinrich, Caterinas Gatte, wurde am 25. Juli 1547 in der Kathedrale von Reims als Heinrich II. zum König gesalbt. Damit wurde Caterina Königin von Frankreich. Auch danach stand Heinrich unter dem Einfluss Diane de Poitiers’. Caterina arrangierte sich mit dieser Situation. Als Heinrich II. am 10. Juli 1559 überraschend an den Folgen eines Turnierunfalls starb, war Caterina in Regierungsgeschäften noch unerfahren.

## Regierung ihres Sohnes Franz II. (1559–1560)

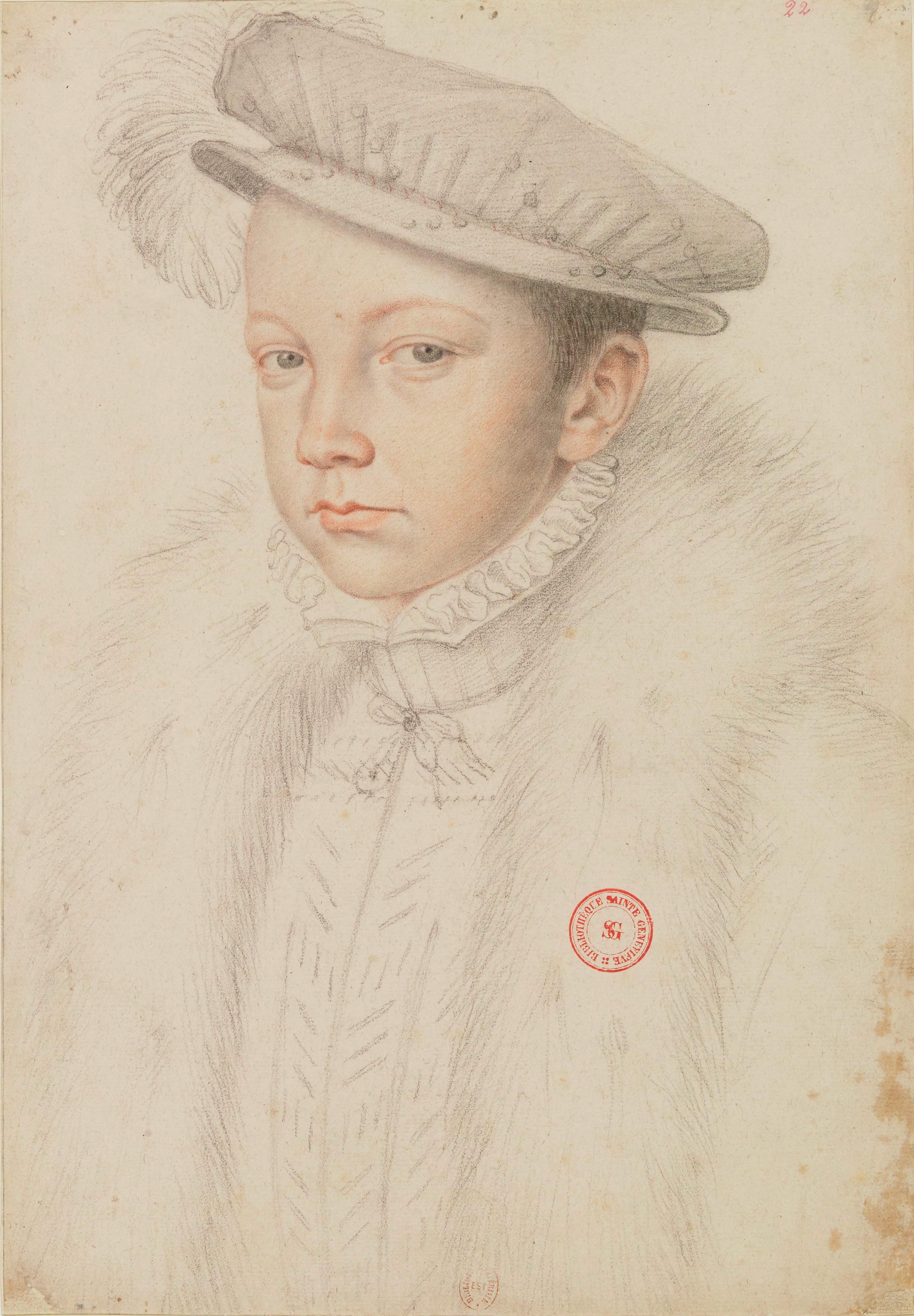
Franz II., Zeichnung von François Clouet, um 1560 (Bibliothèque nationale de France, Paris)

In der knapp eineinhalbjährigen Regierungszeit ihres Sohnes Franz II. (1544–1560) spielte Caterina eine untergeordnete Rolle. Dessen Frau war Maria Stuart (1542–1587), Königin von Schottland, zugleich katholische Anwärterin auf die englische Königskrone. Die Politik bestimmten deren Onkel, Kardinal Charles de Guise und Herzog Franz von Guise. Caterina de’ Medici stärkte vorsichtig die moderate Partei der sogenannten Politiques, indem sie im April 1560 die Ernennung von Michel de l’Hôpital zum Kanzler durchsetzte. Franz II. starb am 5. Dezember 1560 mit 16 Jahren an den Folgen einer Ohreninfektion.

## Regierung ihres Sohnes Karl IX. (1560–1574)

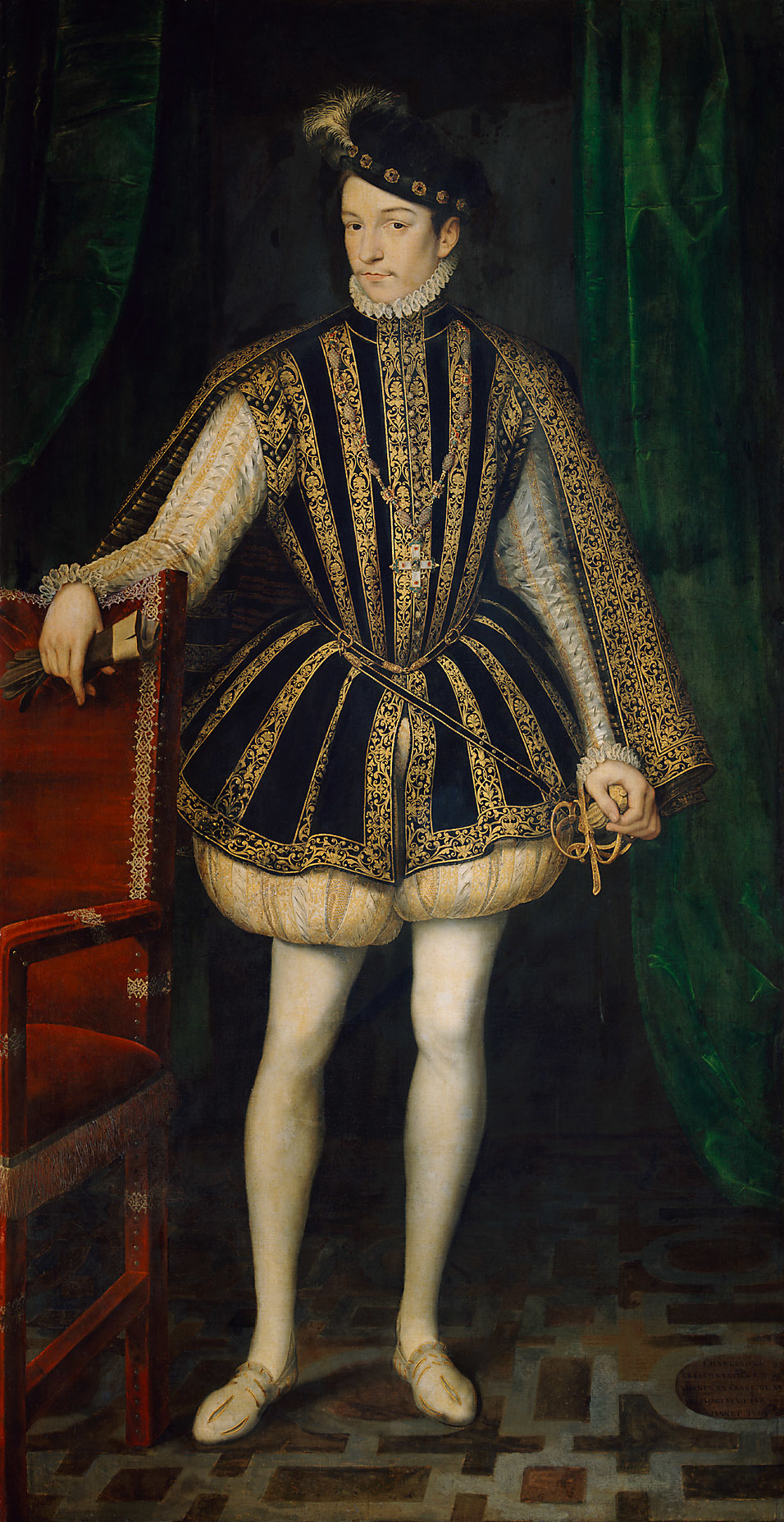
Karl IX., Porträt von 1566 (Kunsthistorisches Museum Wien)

Nach dem Tode Franz’ II. übernahm sein jüngerer Bruder Karl als Karl IX. den französischen Thron. Während Franz II. bei der Übernahme dieses Amtes als volljährig gegolten hatte, war im Falle Karls die Einsetzung eines ihn vertretenden Regenten, der aus dem Königshaus selbst stammen sollte, unumgänglich. Caterina de’ Medici übernahm die Regentschaft, an der sie die alternativen Anwärter aus dem Haus Bourbon zu beteiligen versuchte, um den Einfluss der mächtigen Guise zu brechen, die fortan über Jahrzehnte in Opposition zum Königshaus agierten. Der Herzog von Guise stiftete 1562 das Blutbad von Vassy an, mit dem eine Folge von Religionskriegen, die sogenannten Hugenottenkriege, begannen. Franz von Guise wurde 1563 von einem Anhänger des Admiral Coligny genannten Hugenottenführers Gaspard II. de Coligny ermordet.
Die ersten drei Hugenottenkriege 1562–1563, 1567–1568 und 1568–1570 waren verhältnismäßig harmlos und bestanden aus kleineren Gefechten und zähen Verhandlungen mit den zerstrittenen Adelsgruppen, die Caterina im Namen ihres Sohnes führte. Dann jedoch verlor sie die Kontrolle über Franz an Admiral Coligny, der eine antispanische Politik favorisierte, die wegen des niederländischen Freiheitskampfes (ab 1568) durchaus aussichtsreich erscheinen konnte. Ein solcher Kurs erforderte eine Aussöhnung von Hugenotten und Katholiken innerhalb Frankreichs, die mit der Heirat von Caterinas Tochter, Margarete von Valois, mit Heinrich von Navarra besiegelt werden sollte. Doch schlugen die Hochzeitsfeierlichkeiten, zu denen Heinrich mit einem großen protestantischen Gefolge in Paris eingezogen war, in ein Massaker um, die sogenannte Bartholomäusnacht, die den vierten Hugenottenkrieg (1572–1573) einleitete. 
Da die Rolle von Caterinas jüngerem Sohn Heinrich in der Bartholomäusnacht nicht eindeutig geklärt war, gab es im Königreich Polen, dessen Thron seit 1572 vakant war, Bedenken gegenüber seiner Kandidatur. Um die Vorbehalte gegen die Wahl eines Valois zum König von Polen zu zerstreuen, strebte Caterina im Interesse Heinrichs und der Stärkung Frankreichs im internationalen Mächtespiel eine Atempause im Konflikt mit den Hugenotten an; die Religionskriege wurden eingestellt, um die Wahl Heinrichs zum polnischen König nicht zu gefährden. 
An den häufigen Kurskorrekturen in ihrer Politik zeigt sich, dass Caterinas Handeln von der Notwendigkeit getrieben war, kontinuierlich nach einem Ausgleich zwischen der katholischen Liga, den Protestanten und den Interessen des Herrscherhauses zu suchen, der die Integrität des Königreichs und die Herrschaft der Valois sicheren sollte.
König Karl IX. starb am 30. Mai 1574 mit 23 Jahren an Tuberkulose. Daraufhin wurde sein Bruder Heinrich von Valois, der inzwischen zum König von Polen gewählt worden war, nach Paris zurückgerufen, um als Heinrich III. seine Nachfolge anzutreten.

## Regierung ihres Sohnes Heinrich III. (1574–1589)

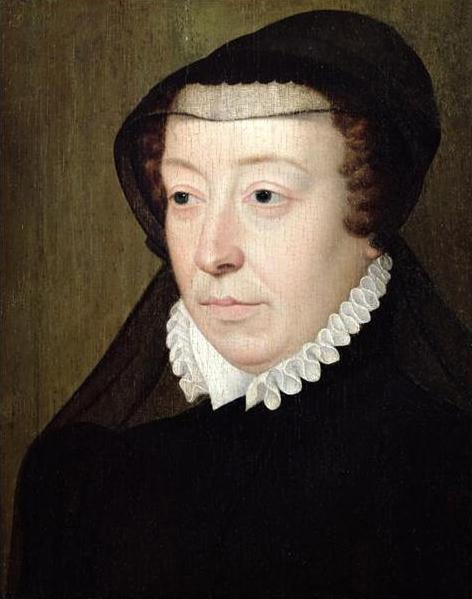
Caterina de’ Medici als Witwe, aus dem Atelier François Clouets, um 1560

Heinrich III. zog den französischen dem polnischen Thron vor und trat die Herrschaft in Paris an. Caterinas Position wurde dadurch delikater als zuvor: Der Sohn war zwar volljährig, ließ in Regierungsgeschäften jedoch nicht die aus ihrer Erfahrung erforderliche Klugheit walten. Auch für ihn war die Situation schwierig: Als erwachsener König durfte er nicht den Eindruck entstehen lassen, schwach und von seiner willensstarken Mutter geleitet zu sein; zugleich war Caterina die einzige Vertraute, die sich ohne jeden Vorbehalt für die Ansprüche des Hauses Valois einsetzte und Heinrichs Position zu festigen suchte. In der Regel ließ Heinrich seine Mutter selbstständig handeln, doch erteilte er zur eigenen Sicherheit weder Anweisungen noch Vollmachten, sodass Caterina gegebenenfalls als Alleinverantwortliche hätte zur Rechenschaft gezogen werden können. Caterinas diplomatisches Geschick bei den Verhandlungen mit ihrem zum Hugenottenführer aufgestiegenen Schwiegersohn, Heinrich von Navarra, trug ab 1576 erheblich dazu bei, dass die Hugenottenkriege 1575–1576, 1576–1578 und 1579–1580 verhältnismäßig harmlos verliefen. Insbesondere 1576, als sich die politisch Unzufriedenen um den Thronfolger Franz Herkules, den jüngsten Sohn Caterinas, scharten, zerschlug Caterina in Verhandlungen mit Franz die übermächtige Opposition, und Franz gab sich einstweilen mit einer großzügigen Apanage zufrieden.

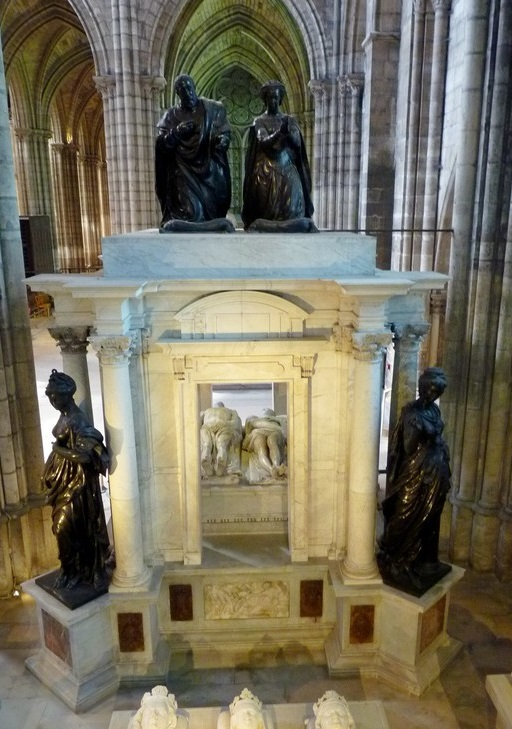
Grab Heinrichs II. und der Caterina de’ Medici, geschaffen vom Lieblingsbildhauer der Königin Germain Pilon

Dennoch konnte Franz weiterhin hoffen, König von Frankreich zu werden, da sein älterer Bruder bisher nur Vater einer legitimen Tochter und mehrerer illegitimer Söhne war. Mit der Rückendeckung des Bruders strebte Franz zudem ein eigenes (protestantisches) Königreich an: entweder durch eine Heirat mit der englischen Königin, Elisabeth Tudor (Elisabeth I.), oder durch seine Wahl zum Landesherrn der gegen Spanien aufbegehrenden Niederlande. Anders als ihre Söhne fürchtete die kluge Caterina den Zangengriff der in Spanien und zudem im Heiligen Römischen Reich regierenden Habsburger und setzte alles daran, die antispanischen Aspirationen ihres jüngsten Sohnes nicht als Politik des Königshauses erscheinen zu lassen.
Franz’ Pläne scheiterten, und er starb glücklos im Jahr 1584. Potentieller Thronfolger wurde nun der Schwiegersohn Caterinas, der Hugenottenführer Heinrich von Navarra aus dem Haus Bourbon. Dies führte zur Erneuerung der katholischen Liga durch Heinrich I. von Guise, der wiederum vor einer Allianz mit Spanien nicht zurückschreckte, und zugleich zur Entmachtung des zaudernden Königs 1584 und dem Achten Hugenottenkrieg (1585–1598). Heinrich III. musste vor dem aufständischen Pöbel aus Paris fliehen, wofür er die Guise verantwortlich machte. Kurz vor Caterinas Tod am 5. Januar 1589 ließ Heinrich III. im Dezember 1588 Heinrich von Guise und dessen Bruder ermorden, ohne Caterina um Rat zu fragen. Den Mord an ihrem Sohn im August 1589 und das Ende des Hauses Valois, das die Krönung des Bourbonen Heinrich von Navarra zum König von Frankreich zur Folge hatte, erlebte Caterina nicht mehr.
Caterina de’ Medici starb auf Schloss Blois und wurde in der Basilika Saint-Denis bei Paris bestattet. Bei der Plünderung der Königsgräber während der Französischen Revolution wurde ihr Grab am 18. Oktober 1793 geöffnet und ihre Überreste in einem Massengrab außerhalb der Kirche beerdigt. Während der bourbonischen Restauration nach 1815 wurden die in den beiden Gruben außerhalb der Kathedrale beerdigten Gebeine und sterblichen Überreste erneut geborgen und, da sie einzelnen Individuen nicht zuzuordnen waren, in einem gemeinsamen Ossarium in einer Krypta der Basilika Saint-Denis beigesetzt.

## Kultureller Einfluss
Die Verbindung zu der italienischen Herrscherfamilie Medici brachte es mit sich, dass eine Reihe von italienischen Gewohnheiten, italienische Lebensart und Alltagsgegenstände am französischen Hof Einzug hielten. So wird die Einführung des Damensattels in Frankreich gemeinhin auf Caterina de’ Medici zurückgeführt. In Frankreich nutzten Damen bis zu diesem Zeitpunkt eine stuhlartige und seitlich angebrachte Sänfte, die ihnen wenig Halt bot und bestenfalls den langsamen Galopp ihres Pferdes zuließ. Auch war sie wohl eine der ersten Damen in Frankreich, die eine einfache Form von Unterhosen unter ihrer aufwendigen Garderobe trug.
Einen nachhaltigen Einfluss hatten Caterina auf die französische Küche. War diese bis dahin eher deftig-rustikal, so eröffneten Caterinas italienische Köche dem französischen Adel bisher unbekannte Genüsse. Feines Essen mit erlesenen Zutaten und aufwendiger Zubereitung wurde in der Folge zu einem Statussymbol. Auch auf eine Verfeinerung der Tischsitten wirkte Caterina hin; so soll es vor ihrer Zeit am französischen Hof üblich gewesen sein, sich in das Tischtuch zu schnäuzen. Auch das Essen mit der Gabel setzte sich durch sie durch.
Außerdem soll Caterina den Genuss von Schnupftabak hoffähig gemacht haben.
Als Mittel der Innenpolitik verstand Caterina de’ Medici Bälle, feierliche Mahle und andere Festlichkeiten, bei denen der Hochadel bei Hofe weilte und so der Kontrolle und Beeinflussung durch die Königinmutter ausgesetzt war. Spätere Regenten folgten diesem Beispiel, das die wachsende Prachtentfaltung des französischen Königshofes einleitete und an ausländischen Höfen nachgeahmt wurde.

## Nachkommen
Aus der Ehe Katharina mit Heinrich II. gingen zehn Kinder hervor, von denen drei im Säuglingsalter starben. Die drei letzten französischen Könige aus dem Hause Valois, Franz II., Karl IX. und Heinrich III., waren Söhne Katharinas.
- Franz II. (* 19. Januar 1544; † 5. Dezember 1560), verheiratet mit Maria Stuart, Königin von Schottland (1558–1560) und von Frankreich (1559–1560)
- Elisabeth (* 2. April 1545; † 3. Oktober 1568), verheiratet mit Philipp II., König von Spanien
- Claudia (* 12. November 1547; † 21. Februar 1575), verheiratet mit Herzog Karl III. von Lothringen
- Ludwig (* 3. Februar 1549; † 24. Oktober 1549)
- Karl IX. (* 27. Juni 1550; † 30. Mai 1574), König von Frankreich (1560–1574)
- Heinrich III. (* 19. September 1551; † 2. August 1589), als Henryk Walezy gewählter König von Polen-Litauen (1573–1574) und König von Frankreich (1574–1589)
- Margarete (* 14. Mai 1553; † 27. März 1615), 1572 verheiratet mit Heinrich IV., König von Frankreich
- Hercule, nach dem Tod seines ältesten Bruders Franz genannt (* 18. März 1555; † 10. Juni 1584)
- Johanna (* 24. Juni 1556; † 24. Juni 1556)
- Viktoria (* 24. Juni 1556; † 17. August 1556).

Ihre älteste Tochter, Elisabeth, war mit dem spanischen König Philipp II. verheiratet, und ihre jüngste überlebende Tochter, Margarete, heiratete den Protestanten Heinrich von Navarra, den späteren König Heinrich IV. Während der Hochzeitsfeiern im August 1572 fand ein Massaker an protestantischen Adeligen statt, das in die Geschichtsschreibung als Bartholomäusnacht einging. Oft wurde Katharina von Medici bezichtigt, diese veranlasst zu haben. Tatsächlich versuchte sie mehrmals in ihrem Leben in langwierigen diplomatischen Verhandlungen den kriegerischen Konflikt zwischen Katholiken und Protestanten in Frankreich zu begrenzen.
Nur ihre Tochter Margarete, als Reine Margot bekannt, erbte die robuste Konstitution ihrer Mutter. Ihre übrigen Kinder waren während ihres gesamten Lebens anfällig für Infektionen und zeigten im Erwachsenenalter gelegentlich Anzeichen geistiger Verwirrtheit. Einige Historiker sehen darin Symptome einer angeborenen Syphilis. Die instabile Gesundheit insbesondere ihrer Söhne sorgte dafür, dass sie während eines großen Teils ihres Lebens eine zentrale Rolle in der Regierung Frankreichs wahrnahm.
Da keiner ihrer Söhne einen legitimen männlichen Nachkommen hatte, erlosch das Haus Valois im Mannesstamm. Daher fiel die französische Krone im Jahr 1589 an den Anführer der französischen Protestanten, Heinrich von Navarra aus einer Nebenlinie des Königsgeschlechts der Kapetinger, den Bourbonen, der durch Konversion zum Katholizismus die Krone gewann und von 1589 bis 1610 als König Heinrich IV. regierte. Heinrich war als Heinrich II. zugleich König von Navarra.